# El Sinsoncito
El Sinsoncito är en ort i Mexiko.   Den ligger i kommunen Caborca och delstaten Sonora, i den nordvästra delen av landet, 1 900 km nordväst om huvudstaden Mexico City. El Sinsoncito ligger 77 meter över havet och antalet invånare är 106.
Terrängen runt El Sinsoncito är platt, och sluttar västerut. Runt El Sinsoncito är det mycket glesbefolkat, med 6 invånare per kvadratkilometer. Närmaste större samhälle är Plutarco Elías Calles, 5,5 km öster om El Sinsoncito. Omgivningarna runt El Sinsoncito är i huvudsak ett öppet busklandskap.